# Pico Ocejón
El pico Ocejón es una montaña del sistema Central situada en la vertiente sur de la sierra de Ayllón, al noroeste de la provincia de Guadalajara. Toma importancia por su visibilidad desde gran parte de la provincia, su sinuosa forma y por los numerosos pueblos que se hallan en sus faldas: Majaelrayo, Robleluengo, Campillo de Ranas, Roblelacasa, El Espinar y Campillejo en la vertiente oeste, Valverde de los Arroyos, Zarzuela de Galve, Palancares y Almiruete en la vertiente este y, al sur, Tamajón, así como distintos despoblados como Pedehuste, Majadas Viejas, La Mata del Robledo o El Rayo y tinadas como las Tinadas del Brezal Raso.

## Toponimia
El nombre Ocejón procede del genitivo latino *ussedionis, formado este sobre el adjetivo celtibérico *ussedio, céltico uxedio, de un comparativo PIE *up-s-edy-o 'más alto'. Ussedio o ussedia ha dado lugar a numerosos topónimos en el norte de la Península: Oseya, Oceja De Valdellorma y Ocejo de la Peña (León), Oseja (Zaragoza), Ocejo (Cantabria), etc.

## Geografía
Es el pico principal de la parte más meridional de la sierra de Ayllón, constituyendo, con sus 2049 m, la máxima elevación de la sierra del Ocejón o del Robledal, donde ocupa una situación meridional, extendiéndose este desde el propio pico Ocejón hacia el norte. Es una montaña constituida por piedra de pizarra y formada por plegamiento. Así, por su forma de pliegue es anticlinal y asimétrico, por su inclinación es recto, por el espesor de sus capas es anisópaco y sus flancos son suaves.

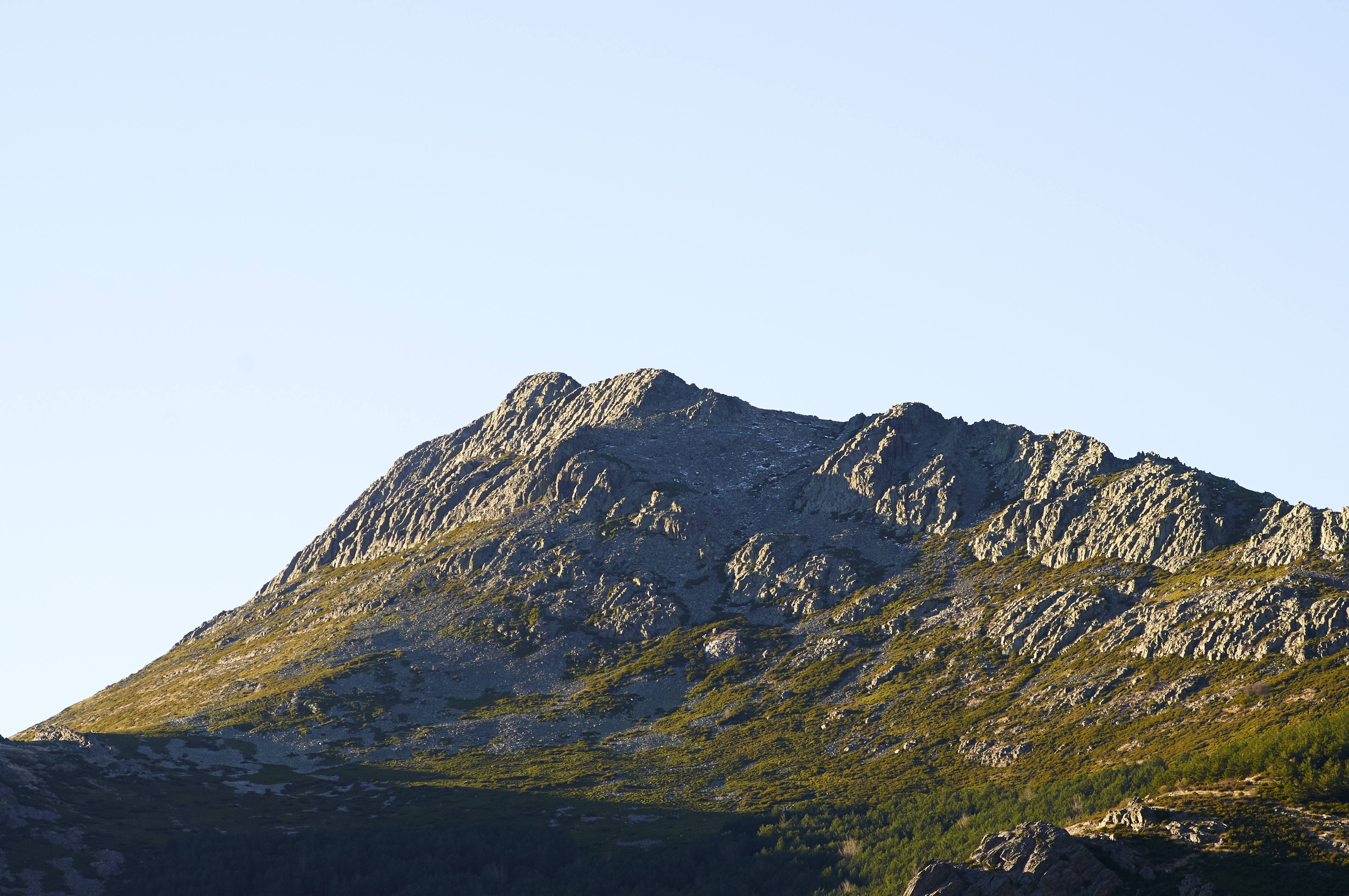
Cara norte del pico Ocejón desde el camino de Valverde de los Arroyos.

Consta de un pico principal y de varios subsidiarios, entre los que destacan el Ocejoncillo (1956 m) y la peña Mala (1768 m) junto a la cima; el Chortal Redondo (1785 m) al norte; las laderas del Conejo (1536 m) y la Cabeza Helechosa (1431 m) al este, y la Cabeza del Mostajar (1839 m), el cerro del Robledo o del Castellar (1675 m), el cerro del Porrejón (1497 m), la peña del Reloj o de Almiruete (1506 m) y la Cabeza de Almiruete (1544 m). Sus faldas lindan al norte con la loma de las Piquerinas, donde destacan las peñas del Campo (1919 m) y Campachuelo (1899 m), al oeste con el río Jaramilla, al este con el río Sorbe y al sur con el llano de Tamajón.
En sus faldas no nacen importantes ríos, sino pequeños arroyos que sirven de afluentes al Jarama, en su vertiente occidental, y al Sorbe -afluente, a su vez, del Henares-, en su vertiente oriental. Sin embargo, pese a su corta longitud, forman destacables parajes y barrancos que recortan notablemente la montaña. Destacan entre los primeros el de la Gragantilla, el del Soto, el del Corvejón y el de la Venta, y entre los segundos el de la Chorrera y el del Corvachón o Seco. En el arroyo de la Chorrera se encuentran las chorreras de Despeñalagua, un salto de agua de unos 100 m de altitud a unos tres kilómetros al oeste de Valverde de los Arroyos.
La vegetación escasea cuanto más se asciende a la cumbre. Aun así, el monte bajo y el matorral abunda hasta prácticamente los 2000 m, y entre los 1200 y los 1700 m se encuentran varias zonas de bosque de frondosas y de repoblación de pino.

## Rutas de ascenso

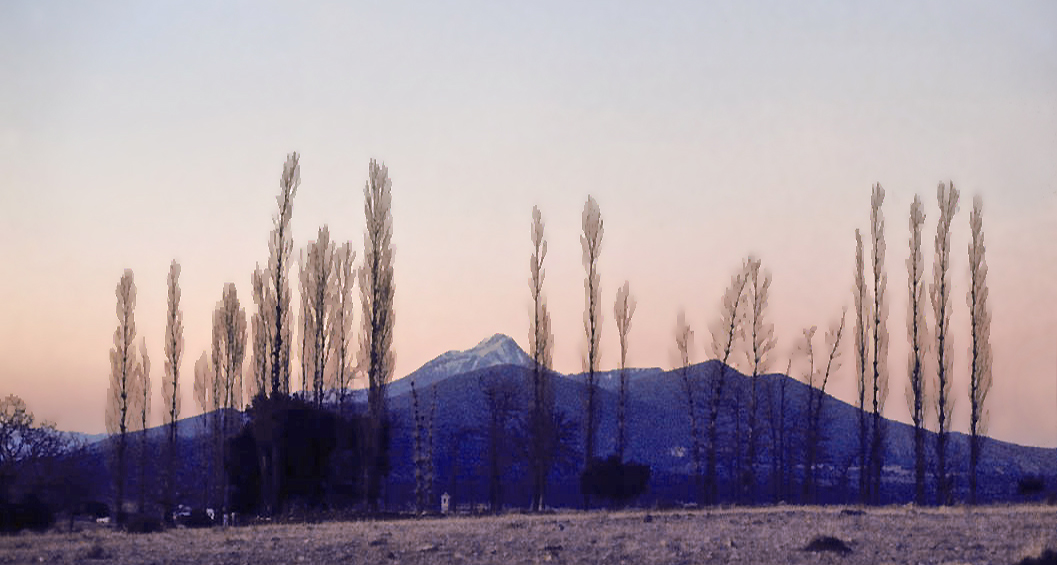
Vista del Ocejón desde Tamajón

### Falda oeste
Datos técnicos
- Punto de partida: Majaelrayo
- Punto de finalización: Majaelrayo
- Tipo de marcha: Ida y vuelta
- Tipo de camino: Pista y senda
- Distancia total: 13 km.
- Duración total aproximada: 5 horas
- Tiempos aproximados de marcha: Majaelrayo - cruce de caminos, 40 minutos; cruce de caminos - Peña de los Santos, 1 hora; Peña de los Santos - collado de García Perdices, 30 minutos; collado - Ocejoncillo, 25 minutos, y Ocejoncillo - Ocejón, 25 minutos. Regreso, 2 horas.
- Desnivel 864 metros
- Dificultad: Media. Alta si se hace en invierno debido a la acumulación de nieves
- Agua potable: En los pueblos donde se inicia la ruta. No hay fuentes en todo el camino
- Época recomendada: Todo el año, siendo más dificultosa en invierno y pesada, por el calor, en verano
- Observaciones: En caso de disponer de coche de apoyo esta ruta puede enlazar con la ascensión desde Valverde
- Cartografía: Hoja 459-II de Valverde de los Arroyos, escala 1:25.000, del Instituto Geográfico Nacional de España

Ascensión

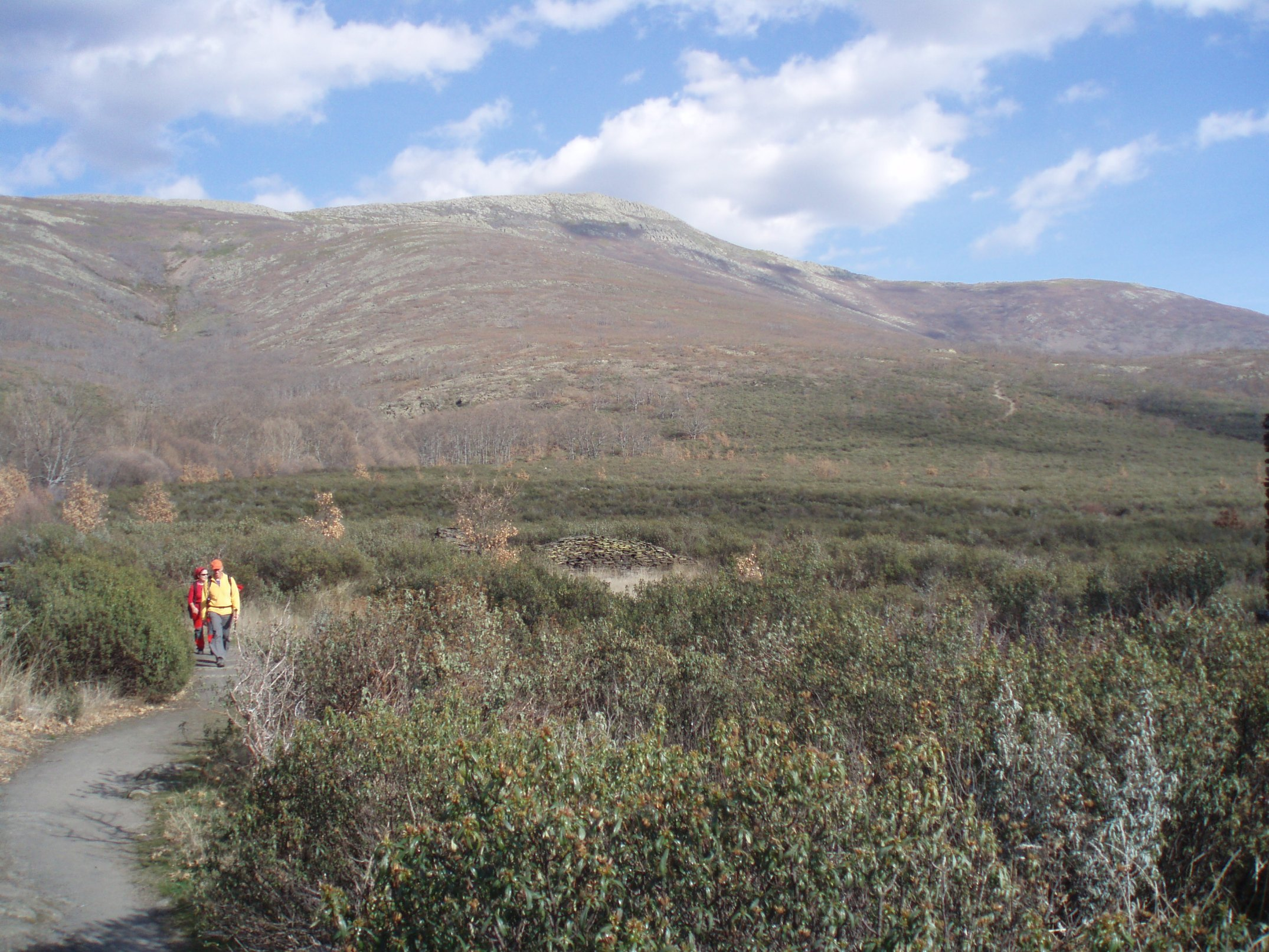
Cara oeste del Ocejón vista desde las cercanías de Majaelrayo.

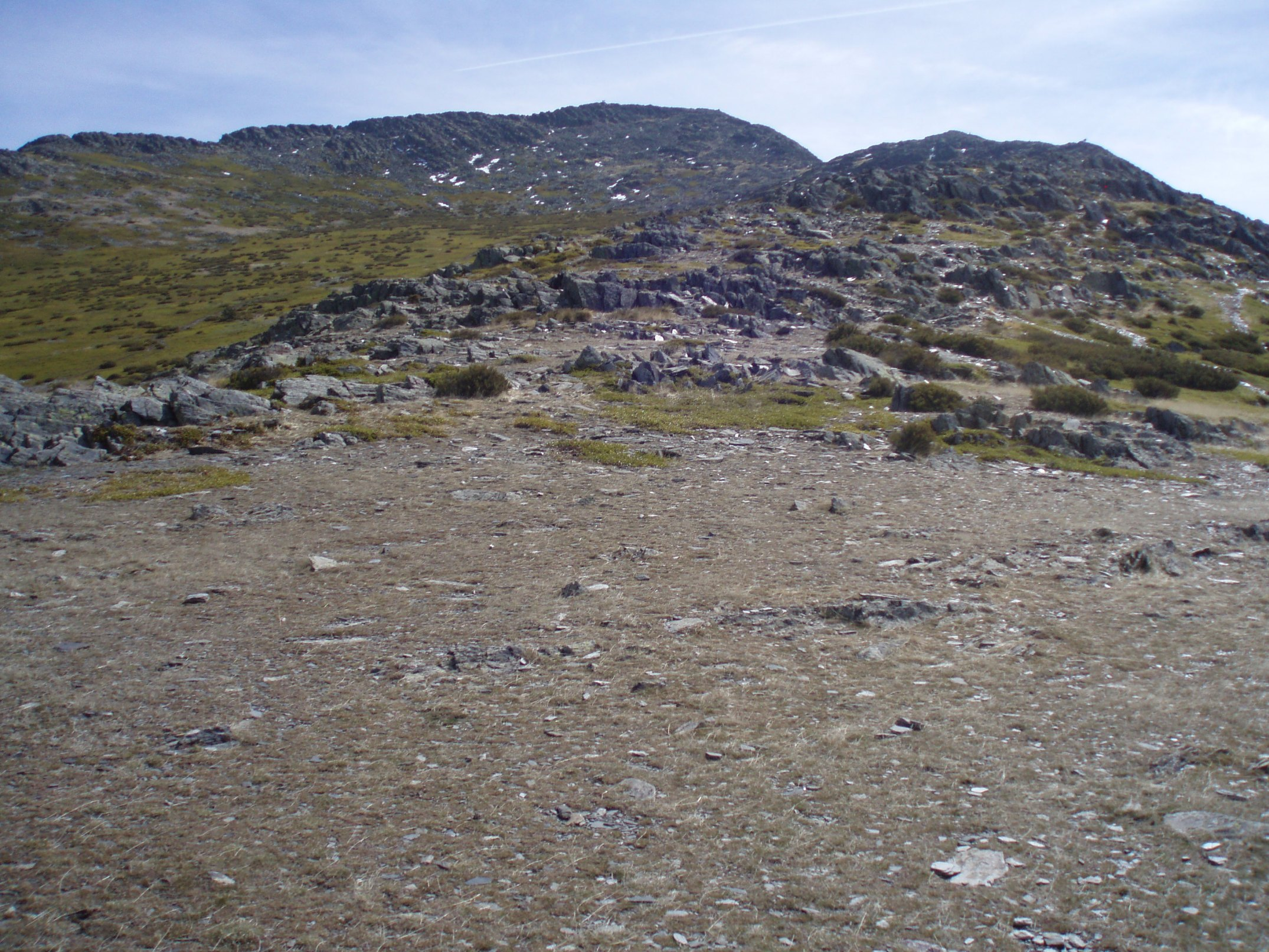
Cara norte del pico Ocejón vista desde el collado de García Perdices.

Puedese iniciar esta ruta bien en Majaelrayo, bien en Campillo de Ranas. Si la elección radica en la primera de las opciones, partiendo de la plaza y siguiendo las marcas de sendero de pequeño recorrido señaladas con dos rayas horizontales de colores amarillo y blanco, camino hacia el arroyo de los Molinos, donde se encuentra un puente de losas de pizarra que hay que cruzar para seguir hasta el enlace con la pista que viene de Campillo. Si la opción elegida es la segunda, subir desde Campillo, el camino que sale de la parte este del pueblo y cruza la carretera lleva sin pérdida en ascensión paralelo al arroyo Gargantilla hasta el enlace con el camino que viene de Majaelrayo, anteriormente descrito. A esta ruta hay que añadirle 2 km más que la ascensión desde Majaerayo. Desde cruce de caminos se inicia una agradable ascensión en zig-zag entre robles hasta los afloramientos rocosos de Peñas Bernardas o Peña de los Santos (1620 m). Desde aquí se endurece la ascensión durante 700 metros hasta llegar al collado de García Perdices (1798 m), llamado así en honor al escritor y montañero guadalajareño, fundador del Club Alcarreño de Montaña, Jesús García Perdices. Desde el collado se observa ya perfectamente la cima del Ocejón. Para llegar a ella o bien se puede ascender primero el rocoso Ocejoncillo o bien bordear este por su parte oriental hasta llegar a la cima en un acusado repecho, bien marcado con una escalinata hecha a base de pizarra natural de la zona. En la cima el montañero se va a encontrar unas impresionantes vistas con gran parte del macizo de Ayllón al norte y, siguiendo los cursos del Sorbe y del Jarama, con vistas a La Alcarria, la Campiña y Madrid, si la polución lo permite, al sur, al este se observa el vecino Alto Rey y al oeste los pueblos del valle del Jaramilla así como las lomas que conforman los picos de la Tornera (1865 m) y la Centenera (1809 m).
El descenso puede realizarse volviendo por el mismo camino por el que se ascendió o, si se prefiere y se cuenta con medios de apoyo, siguiendo la ruta de ascenso desde Valverde.

### Falda este
Datos técnicos

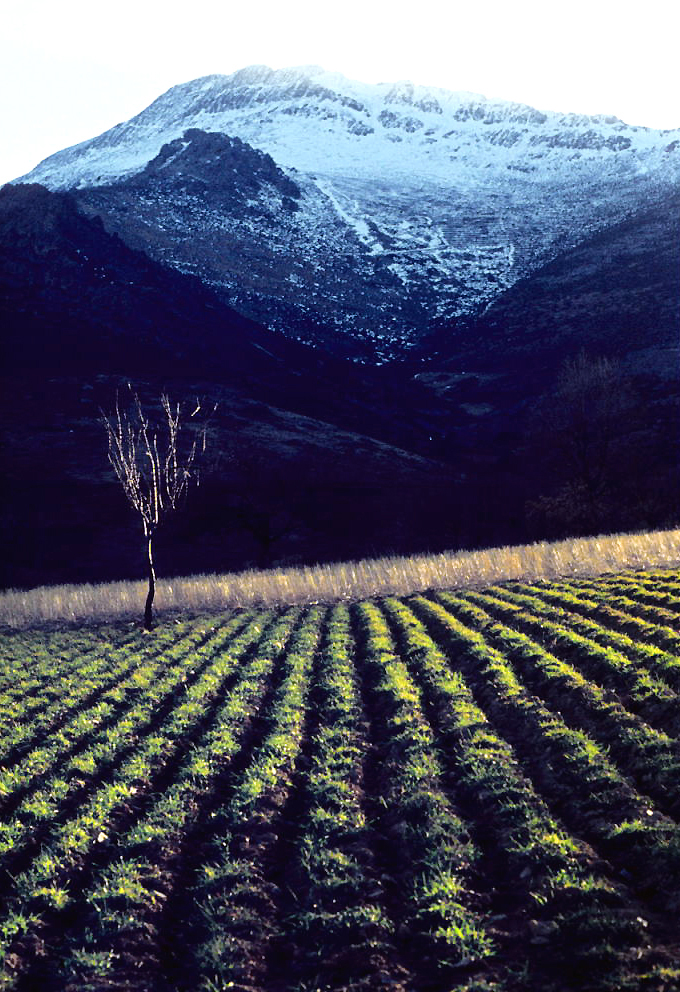
Vista del Ocejón desde Valverde de los Arroyos

- Punto de partida: Valverde de los Arroyos
- Punto de finalización: Valverde de los Arroyos
- Tipo de marcha: Ida y vuelta
- Tipo de camino: Senda
- Distancia total: 14 km.
- Duración total aproximada: 5 horas
- Tiempos aproximados de marcha: Valverde - vado del arroyo de la Chorrera, 1 hora y 30 minutos; vado del arroyo - collado de García Perdices, 45 minutos; collado - Ocejoncillo, 25 minutos; Ocejoncillo - Ocejón, 25 minutos. Regreso, 2 horas.
- Desnivel : 794 m.
- Dificultad: Media. Alta si se hace en invierno debido a la acumulación de nieves
- Agua potable: En Valverde, donde se inicia la ruta. No hay fuentes en todo el camino
- Época recomendada: Todo el año, siendo más dificultosa en invierno y pesada, por el calor, en verano
- Observaciones: En caso de disponer de coche de apoyo esta ruta puede enlazar con la ascensión desde Majaelrayo y Campillo
- Cartografía: Hoja 459-II de Valverde de los Arroyos, escala 1:25.000, del Instituto Geográfico Nacional

Ascensión

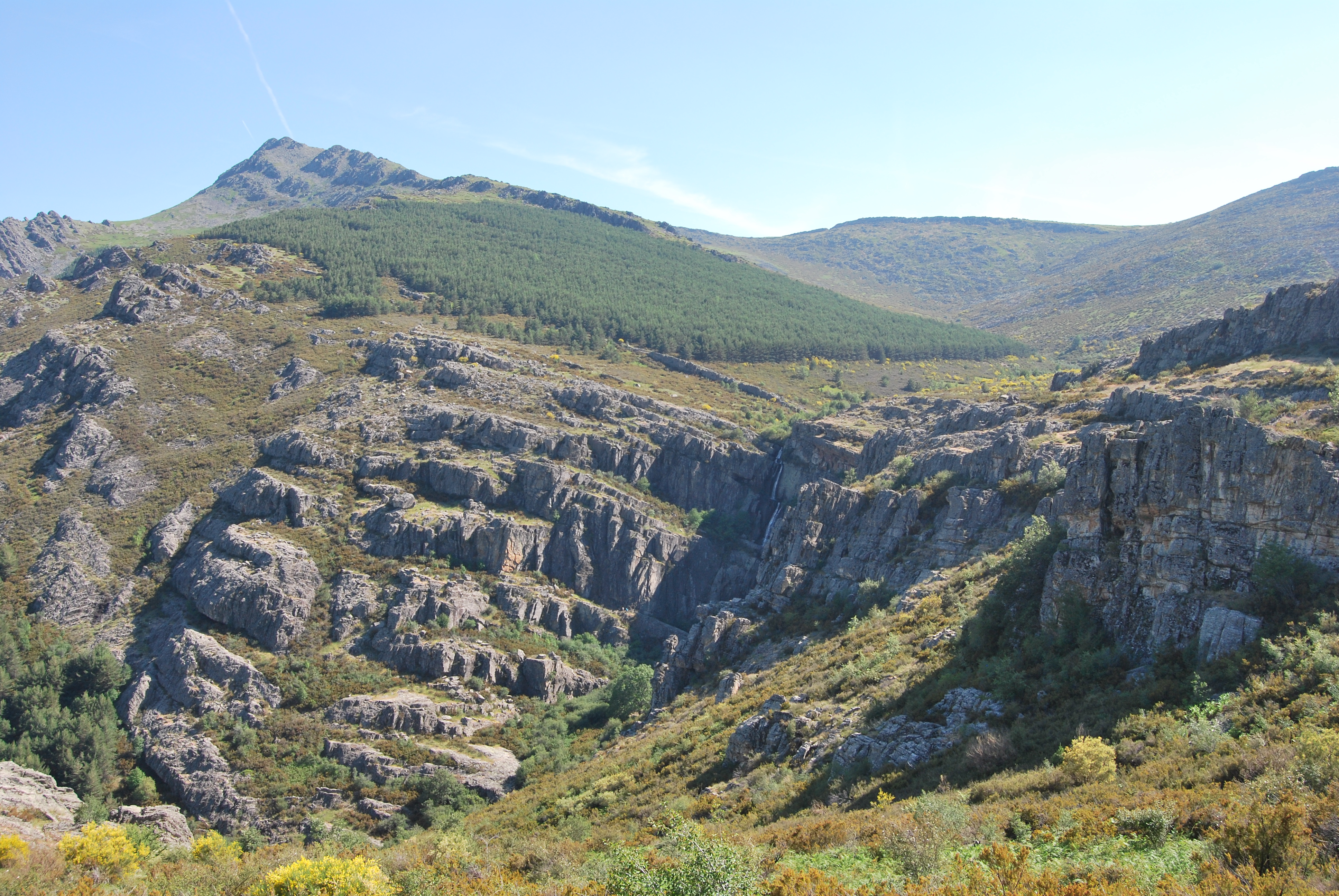
El pico Ocejón desde Valverde de los Arroyos.

Desde la plaza de Valverde, por la calle que sube hacia el campo de fútbol, se inicia la ruta que lleva a la cima del Ocejón. Unos 450 m sobrepasado el campo de fútbol se encuentra un cruce de caminos.

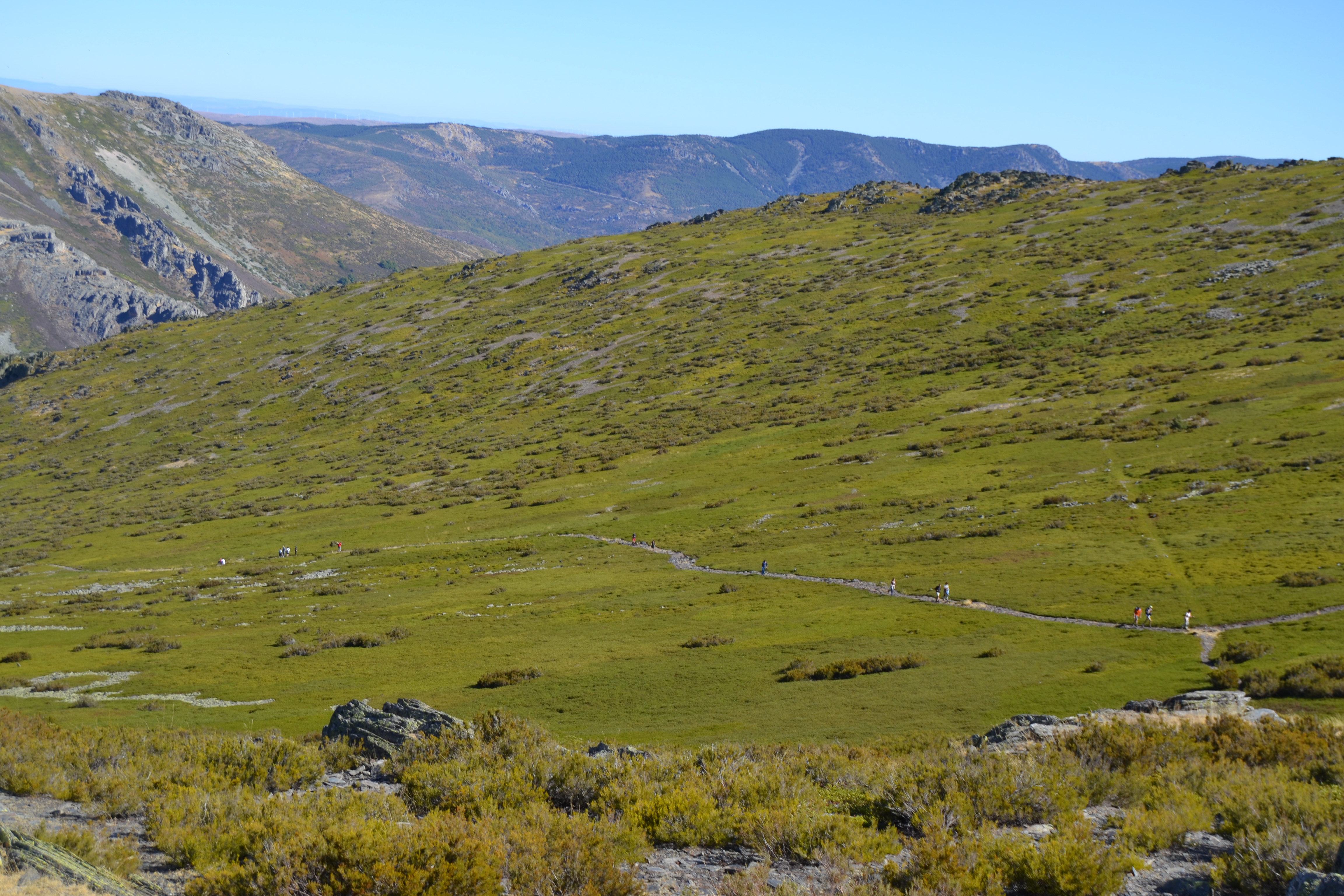
Majada de Cañamarejo, en la falda norte del Ocejón por donde llega el camino desde Valverde.

De frente se llega a las chorreras de Despeñalagua en una marcha agradable de no más de 2 km, a la izquierda hacia el sur se toma el camino hacia la fuente de la Angostura, desde la cual también se puede ascender al Ocejón aunque no es ruta demasiado aconsejable, y a la derecha sale el camino que lleva directamente a la cumbre. Tomándose este último, la senda resulta bien marcada y la ascensión se hace agradable, pues casi siempre su porcentaje de desnivel no es demasiado grande.

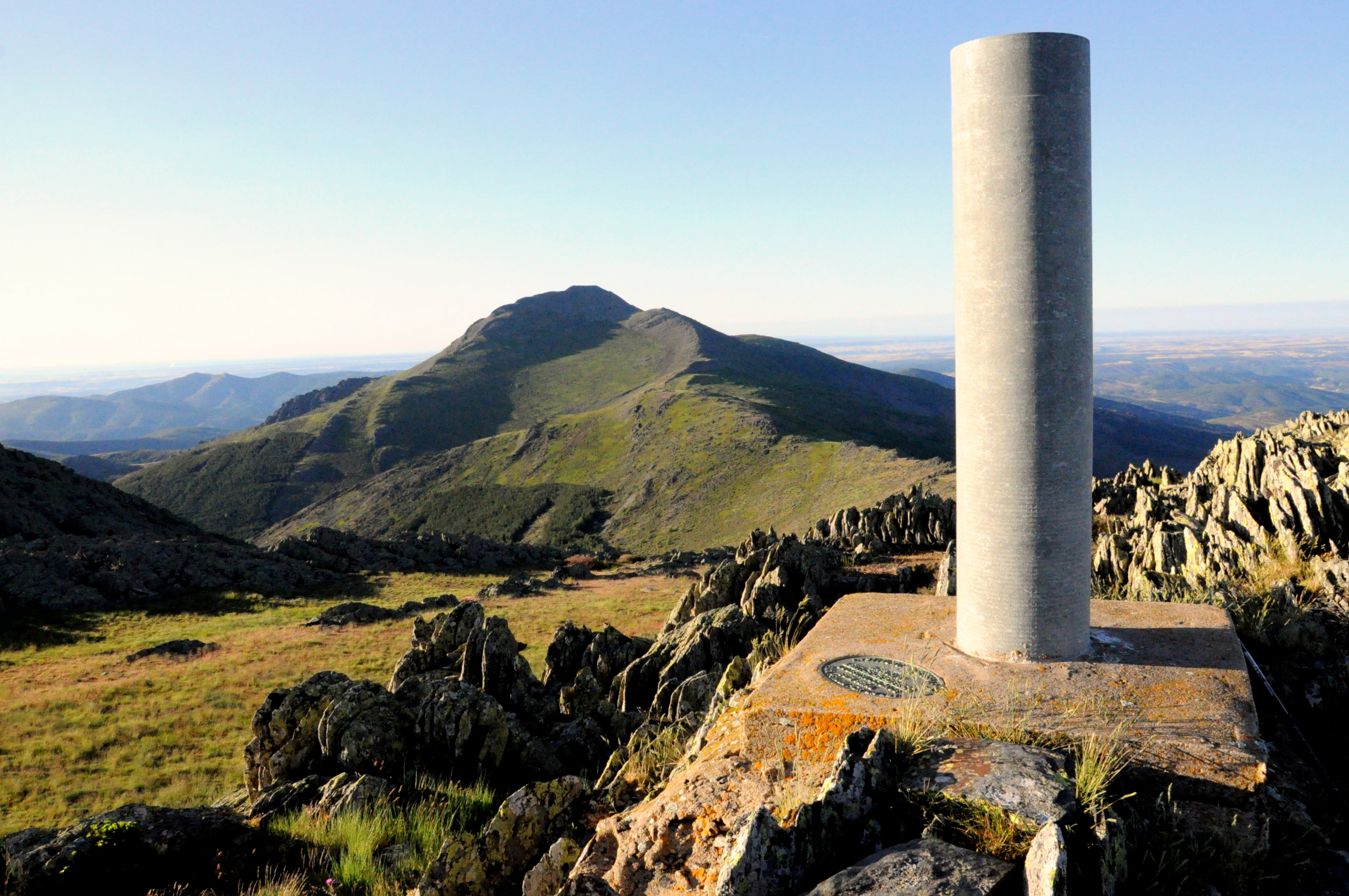
Cima del Ocejón desde el pico Campachuelo.

Después de poco más de dos kilómetros por la senda desde la que se pueden observar, a la izquierda, la cima del Ocejón y las chorreras de Despeñalagua y, a la derecha, la loma de las Piquerinas con toda plenitud se llega a un nuevo cruce de caminos en un vado del arroyo de la Chorrera, buen lugar para tomar un descanso. Hacia el frente sigue el llamado camino del Correo hasta Majaelrayo que servía hasta no hace mucho tiempo de comunicación entre este pueblo y Valverde. Hacia la derecha se inicia la ascensión al pico Ocejón por la popularmente conocida como cuesta de la Penitencia, llamada así por lo pronunciado desnivel, paralela al arroyo de la Pineda y un extenso pinar de repoblación. Tras 400 m de dura cuesta, al finalizar el pinar, la ascensión se suaviza algo y se puede contemplar el canchal que se extiende hasta la cima. Siguiendo de frente el camino bien marcado por la pradera se enlaza en el collado de García Perdices con la ruta que viene de Majaelrayo, realizándose la ascensión de la misma manera que por esta ruta sin ningún lugar a la pérdida. También se puede ascender a la cima siguiendo toda la pradera y bordeando el collado sin necesidad de llegar a este. No hay pérdida en esta parte de la ruta. Para el descenso puede tomarse la misma ruta de ascenso o seguir por la que viene de Majaelrayo.

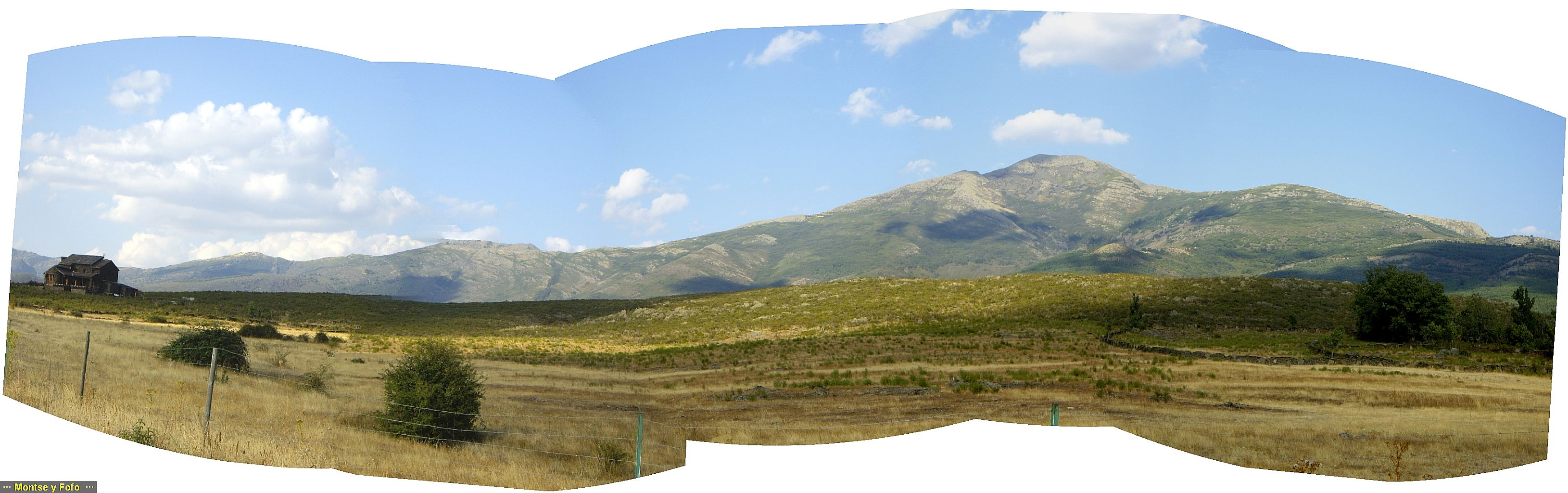
Cara oeste del pico Ocejón.

## Leyendas

### Los tres hermanos envidiosos
La leyenda cuenta que el Señor y brujo de una tribu prerromana, poseedor de riquezas y de un extenso territorio entre las tierras de lo que hoy son las provincias de Zaragoza, Soria y Guadalajara, enviudó y tuvo que hacerse cargo de sus tres hijos, que se llevaban muy mal, guiados por la envidia y la codicia por conseguir la herencia de su padre. Las duras peleas entre los hijos iban siendo cada vez más frecuentes, hasta que el padre, harto de las riñas entre sus hijos, decidió cargarles una maldición eterna de tal manera que pudieran verse pero no hablarse, convirtiéndoles así en tres altas montañas que situaría a cada extremo del territorio para que sirviera de ejemplo para tribus cercanas: el mayor, Moncayo; el mediano, Ocejón, y el pequeño, Alto Rey.
Mucho tiempo después, un niño subió al Alto Rey, el menor de los tres hermanos, y pudo contemplar la vergüenza con la que se mostraban los hermanos.
En la ermita situada en la cima del Alto Rey se puede contemplar un grabado en la piedra en la que se muestran tres cabezas situadas las unas de las otras de la misma manera que se sitúan geográficamente el Moncayo, el Ocejón y el Alto Rey.